# Риндо, Яник
Янник Риндо (фр. Yanick Riendeau; род. 25 октября 1984 года, Монреаль, Канада) — канадский хоккеист.

## Карьера
В молодёжных лигах Квебека провёл более 300 игр, забив более 100 шайб и сделав почти 200 передач.
С 2005 года играет во втором дивизионе чемпионата Франции. За два сезона в 49 играх набрал 59+32 очка.
С 2007 года — в высшем дивизионе чемпионата Франции. За 6 сезонов провёл 146 игр и набрал 103+113 шайб. Участник матча всех звёзд 2009 года, был лучшим бомбардиром (24 шайбы) в 2011/12 году.
С 2012 года играет за казахский клуб Арлан. В 148 играх набрал 86+123 очка. Становился лучшим бомбардиром и ассистентом.

## Примечание
1. ↑  Elite Prospects - Hockey Players, Stats and Transactions. www.eliteprospects.com. Дата обращения: 2 марта 2022. Архивировано 9 апреля 2020 года.